# エチルカルフルゼペート
エチルカルフルゼペート（英：Ethyl carfluzepate）はベンゾジアゼピン誘導体である薬物である。
化学構造はロフラゼプ酸エチルに類似するが、メチルカルバモイル基がない点が異なる。その特性は主に鎮静薬と睡眠薬としての作用である。